# Danza de Zorba (canción)
«La danza de Zorba» (o, más comúnmente, Zorba) es una canción instrumental creada por el compositor griego Mikis Theodorakis.

## Historia
La canción apareció en la película de 1964 Zorba el griego, para la que Theodorakis escribió la banda sonora, y se hizo popular rápidamente en todo el mundo, en una época donde el rock monopolizaba todos los éxitos. En el film, la danza final era bailada en la playa, interpretada por el actor Anthony Quinn, y es recordada por la efervescencia producida por la música, sobre todo por el frenético tramo final. 
La danza de Zorba es actualmente tocada y bailada en tabernas de Grecia y centros helénicos en otros países, a modo de emblema étnico. La canción desde entonces ha sido interpretada por diferentes músicos de todo el mundo.
Es relacionada con el estilo sirtaki (συρτάκι), que es una danza popular de Grecia, que tiene la particularidad de comenzar a un ritmo lento, y termina a una gran velocidad. Generalmente por tradición, los griegos rompen platos de cocina al suelo durante la danza. La canción originalmente, fue interpretada por un cuarteto sencillo: bouzouki, guitarra española (acompañamiento), bajo, y percusión.
En Perú, la canción estuvo vinculada al grupo terrorista Sendero Luminoso, debido a las imágenes de un vídeo requisado por el GEIN donde el líder Abimael Guzmán la baila junto a su cúpula.

## Versiones

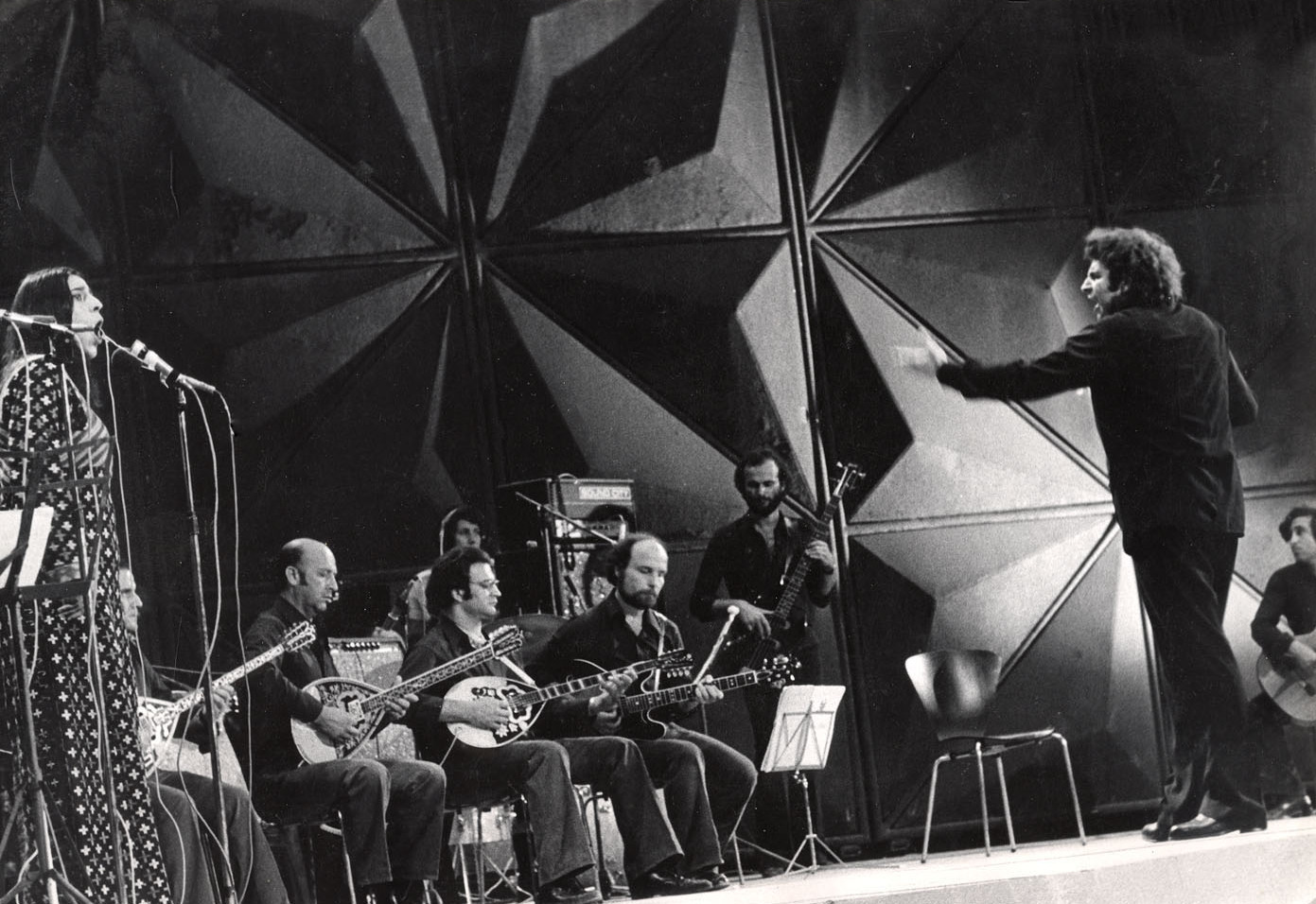
Mikis Theodorakis, dirigiendo al conjunto de cuerdas de bouzoukis

La pieza ha sido interpretada por músicos griegos e internacionales. Algunos de los conjuntos han sido: Herb Alpert & Tijuana Brass (1965), llegando al puesto 11 de Billboard Top 100; también fue interpretado por Marcello Minerbi & Orchestra (Durium Registros DRS 54001), llegando al puesto número 6 en las listas del Reino Unido en agosto de 1965. El conjunto de danzas británico LCD interpretó la canción en 1998. Su versión alcanzó su punto máximo en el número 20 en el Reino Unido.
En 1965 la cantante egipcia Dalida lanzó una adaptación francesa de la canción, 'La danse de Zorba. Apareció en la banda sonora de la película Zorba el griego.
En Sudamérica, es memorable la interpretación del guitarrista argentino Cacho Tirao. Es también interpretada por otros grupos sudamericanos, como Mood Swing y Apolo Rocks, esta última una banda de matices helénicos. El sencillo apareció en el film Lock, Stock and Two Smoking Barrels, y en "Subdivision" un episodio de la serie Prison Break, donde los protagonistas asaltaron un puesto de comida rápida y se lanzaban a sí mismos refrescos y helados varios.

## Posición en listas

### Versión deDalida
| País (1965/1966) | Mejor posición |
| ---------------- | -------------- |
| Francia          | 2              |
| Brasil           | 2              |
| Italia           | 5              |
| Países Bajos     | 6              |
| Argentina        | 7              |
| Turquía          | 7              |
| España           | 19             |
| Bélgica          | 24             |